# Seguimiento de partículas únicas
El seguimiento de una sola partícula es la observación del movimiento de partículas individuales dentro de un medio. La serie temporal de coordenadas, que puede ser de dos dimensiones (x, y) o tres dimensiones (x, y, z), se denomina trayectoria. La trayectoria se analiza generalmente utilizando métodos estadísticos para extraer información sobre la dinámica subyacente de la partícula. Esta dinámica puede revelar información sobre el tipo de transporte que se está observando (por ejemplo, térmico o activo), el medio donde se mueve la partícula y las interacciones con otras partículas. En el caso de movimiento aleatorio, el análisis de trayectoria se puede utilizar para medir el coeficiente de difusión.